# Уравнение Паули
Уравнение Паули — уравнение нерелятивистской квантовой механики, описывающее движение заряженной частицы со спином {\displaystyle 1/2} (например, электрона) во внешнем электромагнитном поле. Предложено Паули в 1927 году. Не путать с основным кинетическим уравнением, также иногда называемым уравнением Паули.
Уравнение Паули является обобщением уравнения Шрёдингера, учитывающим наличие у частицы собственного механического момента импульса — спина. Частица со спином {\displaystyle 1/2} может находиться в двух различных спиновых состояниях с проекциями спина {\displaystyle +1/2} и {\displaystyle -1/2} на некоторое (произвольно выбранное) направление, принимаемое обычно за ось {\displaystyle z}. В соответствии с этим волновая функция частицы {\displaystyle \psi (r,t)} (где {\displaystyle r} — координата частицы, {\displaystyle t} — время) является двухкомпонентной:
{\displaystyle \psi (r,t)={\begin{pmatrix}\psi _{1}(r,t)\\\psi _{2}(r,t)\end{pmatrix}}.}
При поворотах координатных осей {\displaystyle \psi _{1}} и {\displaystyle \psi _{2}} преобразуются как компоненты спинора. В пространстве спинорных волновых функций скалярное произведение {\displaystyle \psi } и {\displaystyle \psi '} имеет вид
{\displaystyle (\psi ',\psi )=\int (\psi '_{1}\psi _{1}+\psi '_{2}\psi _{2})dr,}
Операторы физических величин являются матрицами 2х2, которые для величин (наблюдаемых), не зависящих от спина, кратны единичной матрице.
В силу общих законов электродинамики электрически заряженная система с отличным от нуля спиновым моментом {\displaystyle {\vec {s}}} обладает и магнитным моментом, пропорциональным {\displaystyle {\vec {s}}}: {\displaystyle {\vec {\mu }}=g{\vec {s}}} (g — гиромагнитное отношение). Для орбитального момента {\displaystyle g={e \over 2mc}}, где e — заряд, m — масса частицы; спиновое гиромагнитное отношение оказывается в два раза большим: {\displaystyle g={e \over mc}}. Во внешнем магнитном поле напряжённости {\displaystyle {\vec {B}}} магнитный момент обладает потенциальной энергией {\displaystyle U=-{\vec {\mu }}\ {\vec {B}}}, добавление которой в гамильтониан {\displaystyle H} электрона во внешнем электронно-магнитном поле с потенциалами {\displaystyle \varphi } и {\displaystyle A} приводит к уравнению Паули:
{\displaystyle i\hbar {\partial \psi  \over \partial t}={{\hat {\mathcal {H}}}\psi \ }=\left[{1 \over 2m}\left({\hat {p}}-{e \over c}A{\hat {I}}\right)^{2}+e\varphi {\hat {I}}-{{e\hbar } \over 2mc}({\hat {\sigma }}{\vec {B}})\right]\psi }
где {\displaystyle {\hat {p}}} — оператор импульса, {\displaystyle {\hat {I}}} — единичный оператор, а {\displaystyle {\hat {\sigma }}} пропорционален оператору спина: {\displaystyle {\hat {s}}={\hbar  \over 2}{\hat {\sigma }}}.
Предложенное первоначально на основе эвристических соображений уравнение Паули оказалось естественным следствием релятивистски-инвариантного уравнения Дирака в слаборелятивистском приближении, в котором учитываются лишь первые члены разложения по обратным степеням скорости света.
Если напряжённость внешнего магнитного поля не зависит от пространственных координат, то орбитальное движение частицы и изменение ориентации её спина происходят независимо. Волновая функция при этом имеет вид {\displaystyle \psi (r,t)=\Phi (r,t)\chi (t)}, где {\displaystyle \Phi (r,t)} — скалярная функция, подчиняющаяся уравнению Шрёдингера, а спинор {\displaystyle \chi ={\begin{pmatrix}\chi _{1}\\\chi _{2}\end{pmatrix}}} удовлетворяет уравнению
{\displaystyle i\hbar {\partial \chi  \over \partial t}=-{{e\hbar } \over 2mc}(\sigma {\vec {B}})\chi .}
Из этого уравнения следует, что среднее значение спина {\displaystyle \langle s\rangle =~{\hbar  \over 2}(\chi +\sigma \chi )} прецессирует вокруг направления магнитного поля:
{\displaystyle {\frac {d}{dt}}\langle s\rangle =-\omega _{B}[{\vec {n}}\langle s\rangle ].}
Здесь {\displaystyle \omega _{B}={eB \over mc}} — циклотронная частота, {\displaystyle {\vec {n}}} — единичный вектор вдоль магнитного поля.
На основе уравнения Паули может быть рассчитано расщепление уровней электронов в атоме во внешнем магнитном поле с учётом спина (эффект Зеемана). Однако более тонкие релятивистские эффекты в атомах, обусловленные спином электрона, могут быть описаны лишь при учёте более высоких членов разложения релятивистского уравнения Дирака по обратным степеням скорости света.